# Tolga Seyhan
Tolga Seyhan (Giresun, 17 januari 1977) is een Turks voormalig voetballer die hoofdzakelijk als verdediger speelde.
Seyhan begon zijn carrière als aanvaller bij Giresun Şafakspor. Hij bleef jaren in deze positie spelen, onder meer bij Sivasspor, Düzcespor en Çanakkale Dardanelspor. Bij deze laatste club werd hij voor het eerst defensief ingezet. Na twee jaar vertrok Seyhan naar Malatyaspor, waarmee hij in het eerste seizoen van de club in de Süper Lig (2001-2002) behoud bewerkstelligde. Het daaropvolgende seizoen behaalde hij met Malatyaspor een UEFA Cup-plaats. Omstreeks die tijd maakte Seyhan ook zijn debuut in het Turks nationaal team. Toen de manager van Malatyaspor, Ziya Doğan, deze club inruilde voor Trabzonspor in januari 2004, bracht hij ook Seyhan mee.